# Карлос Вінісіус
Карлос Вінісіус Алвес Мораес (порт. Carlos Vinícius Alves Morais, нар. 25 березня 1995, Ріо-де-Жанейро) — бразильський футболіст, центральний нападник англійського «Фулгема».

## Ігрова кар'єра
Народився 25 березня 1995 року в місті Ріо-де-Жанейро. Вихованець юнацьких команд футбольних клубів «Сантус» та «Палмейрас». У дорослому футболі розпочав грати на батьківщині у невеличких клубах «Калденсе» та «Греміо Анаполіс», а у липні 2017 року на правах оренди перейшов у клуб другого португальського дивізіону «Реал» (Келуш). Він закінчив сезон із 20 голами в 39 матчах, чим привернув увагу ряду європейських клубів.
Влітку 2018 року Карлос за 4 млн. євро перейшов у італійський «Наполі», але за клуб так і не зіграв. натомість протягом сезону 2018/19 по півроку грав на правах оренди за клуби «Ріу-Аве» та «Монако».
20 липня 2019 року за 17 млн. євро Карлос Вінісіус перейшов у «Бенфіку», з якою підписав п'ятирічний контракт з пунктом про трансферну вартість у розмірі 100 мільйонів євро. 4 серпня 2019 року бразилець став володарем Суперкубка Португалії, провівши матч проти «Спортінга» на лавці запасних. 10 серпня в матчі проти «Пасуш де Феррейри» (5:0) він дебютував за нову команду. У цьому ж поєдинку нападник забив свій перший гол за «Бенфіку». Протягом сезону провів 47 ігор в усіх турнірах, забивши 24 голи.
Сезон 2020/21 провів в оренді в англійському «Тоттенгем Готспур», де не став гравцем основного складу. 
31 серпня 2021 року Карлос приєднався до ейндговенського ПСВ за умовами контракту на два роки з опцією викупу. В складі клубу португалець став переможцем Кубку Нідерландів сезону 2021-22.
1 вересня 2022 року перейшов до англійського «Фулгема», підписавши з клубом контракт на три роки.

## Статистика виступів

### Статистика клубних виступів
Станом на 30 червня 2020
| Сезон             | Команда           | Чемпіонат         | Чемпіонат | Чемпіонат | Національний кубок | Національний кубок | Національний кубок | Континентальні кубки | Континентальні кубки | Континентальні кубки | Інші змагання | Інші змагання | Інші змагання | Усього | Усього | Усього |
| Сезон             | Команда           | Ліга              | Ігор      | Голів     | Ліга               | Ігор               | Голів              | Ліга                 | Ігор                 | Голів                | Ліга          | Ігор          | Голів         | Ігор   | Голів  |        |
| ----------------- | ----------------- | ----------------- | --------- | --------- | ------------------ | ------------------ | ------------------ | -------------------- | -------------------- | -------------------- | ------------- | ------------- | ------------- | ------ | ------ | ------ |
| 2017              | «Калденсе»        | ЛМ                | 1         | 0         | КБ                 | 0                  | 0                  |                      | -                    | -                    |               | -             | -             | 1      | 0      |        |
| 2017–18           | «Реал» (Келуш)    | СД (ІІ)           | 37        | 19        | КП+КЛ              | 0+1                | 1                  |                      | -                    | -                    |               | -             | -             | 38     | 20     |        |
| 2018–19           | «Ріу-Аве»         | ПЛ                | 14        | 8         | КП+КЛ              | 3+3                | 5+1                |                      | -                    | -                    |               | -             | -             | 20     | 14     |        |
| 2018–19           | «Монако»          | Л1                | 16        | 2         | КФ+КЛ              | -                  | -                  | ЛЧ                   | -                    | -                    | СФ            | -             | -             | 16     | 2      |        |
| 2019–20           | «Бенфіка»         | ПЛ                | 32        | 9         | КП+КЛ              | 5+1                | 4+0                | ЛЧ+ЛЄ                | 6+3                  | 2+0                  |               | -             | -             | 44     | 24     |        |
| Усього за кар'єру | Усього за кар'єру | Усього за кар'єру | 100       | 38        |                    | 13                 | 11                 |                      | 9                    | 2                    |               | -             | -             | 122    | 51     |        |

## Титули і досягнення
- Володар Суперкубка Португалії (1):

«Бенфіка»: 2019
- Володар Кубка Нідерландів (1):

ПСВ: 2021-22
- Володар Суперкубка Нідерландів (1):

ПСВ: 2022
- Чемпіон Туреччини (1):

«Галатасарай»: 2023-24
- Володар Суперкубка Туреччини (1):

«Галатасарай»: 2023